# Freedom (Rebecca Ferguson)
Freedom è il secondo album in studio della cantautrice inglese Rebecca Ferguson. È stato pubblicato il 29 novembre 2013 dalle etichette discografiche RCA Records e Syco esclusivamente in Irlanda e, tre giorni dopo, nel Regno Unito.

## Prima della pubblicazione
A novembre 2012, Ferguson ha dichiarato che dopo il suo tour negli Stati Uniti all'inizio del 2013, sarebbe tornata in studio per cominciare a scrivere tracce per il suo secondo album, la cui uscita era prevista nel tardo 2013 o all'inizio del 2014. Nel luglio 2013, ha dichiarato attraverso una serie di messaggi su Twitter che è "orgogliosa" del suo nuovo album e che "è stato difficile da fare". Ha anche rivelato di aver scritto canzoni "ispirate ai suoi bambini". Il 22 agosto 2013, Ferguson ha formalmente annunciato via Twitter che il titolo del nuovo album è Freedom e sarebbe stato messo in commercio a partire dal 2 dicembre 2013 nel Regno Unito.
Rebecca Ferguson considera Freedom più forte e grintoso rispetto al suo predecessore.

## Tracce
1. I Hope – 4:01 (testo: Rebecca Ferguson, Jarrad Rogers)
2. Fake Smile – 3:59 (testo: Rebecca Ferguson, Francis White)
3. Bridges (feat. John Legend) – 3:27 (testo: Rebecca Ferguson, Steve Robson)
4. My Best – 3:49 (testo: Rebecca Ferguson, Thomas Barnes, Peter Kelleher, Ben Kohn)
5. All That I've Got – 3:41 (testo: Rebecca Ferguson, Jarrad Rogers)
6. Hanging On – 3:41 (testo: Rebecca Ferguson, Jarrad Rogers)
7. My Freedom – 3:31 (testo: Rebecca Ferguson, Francis White)
8. Beautiful Design – 3:41 (testo: Rebecca Ferguson, Mr Hudson)
9. Wonderful World – 3:26 (testo: Rebecca Ferguson, Toby Gad)
10. We'll Be Fine – 3:38 (testo: Rebecca Ferguson, Jarrad Rogers)
11. I Choose You – 3:48 (testo: Rebecca Ferguson, Matt Hales)
12. Freedom – 3:08 (testo: Rebecca Ferguson, Jarrad Rogers)

Durata totale: 43:50

## Classifiche
Nel Regno Unito, Freedom ha debuttato alla 6ª posizione con 33 800 copie vendute.
| Classifica (2013) | Posizione massima |
| ----------------- | ----------------- |
| Germania          | 54                |
| Irlanda           | 37                |
| Regno Unito       | 6                 |
| Svizzera          | 55                |

## Pubblicazione
| Stato       | Data             | Formato               | Etichetta Discografica | Edizione                         |
| ----------- | ---------------- | --------------------- | ---------------------- | -------------------------------- |
| Irlanda     | 29 novembre 2013 | CD, Download digitale | RCA Records            | Standard Edition, Deluxe Edition |
| Regno Unito | 2 dicembre 2013  | CD, Download digitale | RCA Records            | Standard Edition, Deluxe Edition |